# Péter Ágoston

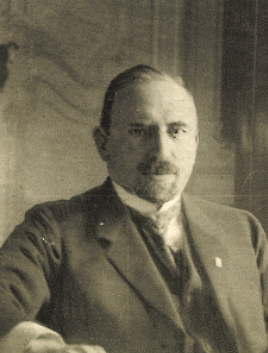
Péter Ágoston (1919)

Péter Ágoston (* 25. März 1874 in Zsombolya, Komitat Torontál; † 6. September 1925 in Paris) war ein ungarischer Rechtswissenschaftler, Soziologe und marxistischer Politiker.

## Leben
Nach dem Studium in Budapest wurde Ágoston 1901 Professor an der Rechtsakademie in Nagyvárad (Großwardein). Er gehörte zu den ständigen Autoren der sozialpolitischen und sozialwissenschaftlichen Zeitschriften der ungarischen Linken. 1918/19 war er Staatssekretär der Revolutionsregierung von Béla Kun und Professor für Privatrecht an der Universität Budapest und schließlich Volkskommissar für auswärtige Angelegenheiten. Nach der erfolgreichen Gegenrevolution wurde er zum Tode verurteilt, kam aber durch Gefangenenaustausch nach Moskau. Ab 1924 lebte er in Paris und London.
Als marxistischer Soziologe beschäftigte sich Ágoston mit der Geschichte und der sozialer Lage der ungarischen Großgrundbesitzer, mit der Judenfrage und der Soziologie des Eigentums. Er bemühte sich um eine Weiterentwicklung der marxistischen Agrarwissenschaft und Agrarsoziologie, wobei die Anwendungsorientierung im Mittelpunkt stand.